# 弹道学

以相同角度（70°）射出的三个物体的运动轨迹，黑色物体不受阻力影响因而展现出标准的抛物线轨迹；蓝色物体受斯托克斯阻力的影响；而绿色物体受牛顿阻力的影响。

弹道学（英語：ballistics）是一门研究抛射物飞行、受力及其它运动状态的应用物理学科。通过弹道学分析，弹丸、炮弹、重力炸弹、火箭等非制导武器的运动轨迹和行为可以被较准确地計算，以达到理想的实用效果。
弹道学是兵器类专业的一门学科基础教育课程，通过掌握弹体在膛内的运动规律（内弹道）、膛内压力的形成规律、弹丸在空气中运动规律（外弹道）、内外弹道诸元计算方法以及与弹道测试等有关的基本概念、基本理论和基本方法。但不同的学科对弹道学的知识面要求重点有所不同，其中弹药工程、弹箭飞行与控制工程学科对外弹道的内容要求更多，其他如兵器发射理论与技术、火炮自动武器、机动武器系统工程、武器系统与信息工程等学科在内弹道理论知识面要求更多。
在法医学领域，法医弹道学（forensic ballistics）研究在犯罪现场采集到的弹头样本和伤口形态来鉴定罪犯所使用的枪弹种类、作案方式和行凶地点，以协助执法机构破案。

## 下属学科
根据抛射物从发射到击中目标之间的不同运动阶段，弹道学可以细分为以下几种下属学科：
- 内弹道学（internal ballistics）：抛射物在发射管内部的运动情况
  - 起始弹道学（initial ballistics）：内弹道学的分支，抛射物受到推进剂驱动并克服起动阻力（静摩擦力）的过程中的运动情况
- 过渡弹道学（transitional ballistics）：也称中间弹道学（intermediate ballistics），抛射物与发射器分离后短暂瞬间、在前后受力达到平衡稳定之前的运动情况
- 外弹道学（external ballistics）：抛射物在向着目标自由飞行过程中的运动情况
- 终端弹道学（terminal ballistics）：抛射物撞击目标后的运动情况

## 外部連結
- Association of Firearm and Tool Mark Examiners （页面存档备份，存于）
- Ballistic Trajectories （页面存档备份，存于） by Jeff Bryant, The Wolfram Demonstrations Project
- Forensic Firearms and Tool Marks Time Line
- International Ballistics Society （页面存档备份，存于）
- The Bullet's Flight from Powder to Target — Franklin Weston Mann